# Edith Evans
Edith Evans (8. února 1888 – 14. října 1976) byla anglická herečka.
Narodila se v londýnské čtvrti Pimlico. Své první herecké zkušenosti měla s amatérskou skupinou Streatham Shakespeare Players, debutovala v roce 1910 coby Viola v Shakespearově Večeru tříkrálovém. Když v roce 1912 hrála Beatrice v Mnoho povyku pro nic, zalíbila se producentovi Williamu Poelovi a ještě téhož roku absolvovala své první profesionální představení ve staré indické hře Abhidžňánašákuntala. V letech 1915 až 1916 hrála ve třech filmech, ale následujících třicet let hrála výhradně v divadle. Filmovou kariéru obnovila až koncem 40. let. Třikrát byla nominována na Oscara a za hlavní roli ve filmu The Whisperers (1967) získala Zlatý glóbus.
Roku 1946 obdržela Řád britského impéria. Je nositelkou čestných titulů na univerzitách v Londýně (1950), Cambridgi (1951), Oxfordu (1954) a Hullu (1968).